# Дазипирум
Дазипирум (лат. Dasypyrum) — род однолетних травянистых растений семейства Злаки или Мятликовые (Poaceae).
Научное латинское название рода образовано от греческих слов dasys — «толстый» и pyros — «зерно, пшеница».
Представители рода произрастают в Средиземноморском регионе: в Юго-Восточной Европе, в Турции и Северной Африке.
Колосья с ломкой и коротко-реснитчатой осью. Колоски одиночные, двух-четырёх-цветковые, плодоносящих цветков один или два. Верхний цветок бесплодный, посажен на удлинённую цветоножку. Верхние чешуйки с двумя реснитчатыми килями, длинно-остистые, по бокам ости, у её основания тупо обрубленные, между килями с широким желобком. Нижние цветковые чешуйки плодоносящих цветков длинно-остистые, у основания ости двух-зубчатые. Верхние чешуйки значительно уже нижних. Зерновка сжатая с боков, короткая и с внутренней стороны желобчатая, сверху волосистая. 

## Таксономия
Dasypyrum (Coss. & Durieu) T.Durand, Index Generum Phanerogamorum 504. 1888.
Синоним
Haynaldia Schur, Enumeratio Plantarum Transsilvaniae 807. 1866.
Виды
В литературе встречается более десятка описаний видов, однако, общепризнанны два вида:
- Dasypyrum breviaristatum (H.Lindb.) Fred. [syn.  Dasypyrum hordeaceum (Hack.) P.Candargy]
- Dasypyrum villosum (L.) Borbás — Дазипирум мохнатый[5]